# Kent Nielsen
Kent Nielsen (Frederiksberg, 28 de dezembro de 1961) é um ex-jogador de futebol e atual treinador dinamarquês. 

## Carreira
Jan Mølby fez parte do elenco da Seleção Dinamarquesa de Futebol, tendo disputado a Copa do Mundo de 1986 e a Eurocopa 1992
.

## Títulos
Brøndby
- Campeonato Dinamarquês: 1987, 1988
- Copa da Dinamarca: 1989

AGF Aarhus
- Copa da Dinamarca: 1992

Seleção Dinamarquesa
- Eurocopa: 1992